# Gözde Kırdar
Gözde Kırdar-Bracceschi est une ancienne joueuse de volley-ball turque née le 26 juin 1985 à Kütahya. Elle mesure 1,83 m et jouait au poste de réceptionneuse-attaquante. Elle a totalisé 155 sélections en équipe de Turquie. Elle a mis un terme à sa carrière de volleyeuse professionnelle en mai 2018.

## Biographie
Sa sœur jumelle Özge Kırdar est également joueuse de volley-ball.

## Clubs
| Club               | De        | À         |
| ------------------ | --------- | --------- |
| Güneş Sigorta      | 1999-2000 | 1999-2000 |
| VB Güneş Sigorta   | 2000-2001 | 2010-2011 |
| Vakıfbank İstanbul | 2011-2012 | 2017-2018 |

## Palmarès

### Équipe nationale
- Ligue européenne
  - Finaliste :  2009, 2011.

### Clubs
- Championnat du monde des clubs
  - Vainqueur : 2013, 2017.
  - Finaliste : 2011.
- Ligue des champions
  - Vainqueur: 2011, 2013,  2017, 2018.
  - Finaliste :  2014, 2016.
- Top Teams Cup
  - Vainqueur : 2004.
- Challenge Cup
  - Vainqueur : 2008.
- Championnat de Turquie
  - Vainqueur : 2004, 2005, 2013, 2014, 2016, 2018.
  - Finaliste : 2002, 2003, 2006, 2009, 2010, 2011, 2012,2015.
- Coupe de Turquie
  - Vainqueur : 2013, 2014, 2018.
  - Finaliste : 2010, 2015, 2017.
- Supercoupe de Turquie
  - Vainqueur: 2013, 2014, 2017.
  - Finaliste : 2010, 2015.

### Distinctions individuelles
- Ligue des champions de volley-ball féminin 2010-2011: Meilleure réceptionneuse.
- Championnat du monde des clubs de volley-ball féminin 2013: Meilleures réceptionneuses-attaquantes.
- Ligue des champions de volley-ball féminin 2017-2018: MVP[2].